# Pseudocheilinus citrinus
Pseudocheilinus citrinus là một loài cá biển thuộc chi Pseudocheilinus trong họ Cá bàng chài. Loài cá này được mô tả lần đầu tiên vào năm 1999.

## Từ nguyên
Tính từ định danh citrinus bắt nguồn từ tiếng Latinh có nghĩa là "giống với chi Cam chanh (Citrus)", hàm ý đề cập đến màu vàng cam trên cơ thể của loài cá này.

## Phạm vi phân bố và môi trường sống
P. citrinus có phạm vi phân bố ở Nam Thái Bình Dương. Loài cá này được tìm thấy tại quần đảo Cook, quần đảo Australes và quần đảo Pitcairn.
P. citrinus sống gần các rạn san hô và đá ngầm ở độ sâu được ghi nhận trong khoảng từ 23 đến 48 m.

## Mô tả
Chiều dài cơ thể tối đa được ghi nhận ở P. citrinus là 6,6 cm.